# Halász Géza (színművész)
Halász Géza (Budapest, 1919. február 4. – Budapest, 1957. október 19.) magyar színész.

## Pályafutása
Halász János és Kolonits Terézia fia. A Színművészeti Akadémián szerezte diplomáját. 1942-től a Vígszínházban szerepelt, később a Művész Színház, 1949-től 1955-ig pedig a kolozsvári Állami Magyar Színház szerződtette. Később feleségével, Bara Margittal együtt tértek vissza Budapestre, ahol a Petőfi Színház művésze lett. 1957-ben önkezével vetett véget életének.

## Fontosabb színházi szerepei
- Rómeó (Shakespeare)
- Buttler János (Mikszáth K.–Örkény I.–Gyárfás M.: Különös házasság)
- Posa márki (Schiller: Don Carlos)
- Dr. Harry Trench (Shaw: Szerelmi házasság)
- Christian (Rostand: Cyrano de Bergerac)
- Haben István (Zilahy Lajos: A szűz és a gödölye)
- Tipătescu (Caragiale: Az elveszett levél)
- Kovács (Molnár Ferenc: Olympia)

## Filmjei
- Mindenki mást szeret (1940) – Flóra szerelme
- Európa nem válaszol (1941) – zenész
- Bűnös vagyok (1941) – Laci, mérnök
- Muzsikáló május (1941, rövidfilm)
- A 28-as (1943) – Iván, zeneszerző
- Majális (1943) – Zoványi Gyula, diák
- Magyar sasok (1943) – Béla
- Kádár Kata (1944, rövidfilm) – Gyulai Márton
- Szerelmes szívek – Kádár Kata (1944, szkeccsfilm)
- Az első (1944) – földbirtokos
- A tettes ismeretlen (1957) – nyomozó